# 제논의 역설
제논의 역설은 고대 그리스 철학자 엘레아의 제논(기원전 490~430년경)이 제시한 일련의 철학적 논증이다. 주로 플라톤, 아리스토텔레스, 킬리키아의 심플리키오스와 같은 후대 주석가들의 저술을 통해 알려졌다. 제논은 그의 스승 파르메니데스의 일원론 철학을 지지하기 위해 이러한 역설들을 고안했는데, 일원론은 우리의 감각적 경험에도 불구하고 현실은 단일하고 변하지 않는다고 주장한다. 이 역설들은 다원성(많은 것들의 실존), 운동, 공간, 시간의 개념에 도전하며 이들이 논리적 모순으로 이어진다고 제안하는 것으로 유명하다.
제논의 저술은 원본 텍스트가 소실되어 주로 이차 자료를 통해 알려졌으며, 다수의 존재를 믿는 것의 일관성에 반하는 "다원성의 역설" 40가지와 운동 및 변화에 대한 여러 논증으로 구성되어 있다. 이 중 오늘날 확실히 알려진 것은 몇 가지뿐인데, 그중에는 공간과 시간의 무한 분할성이라는 문제적 개념을 설명하는 유명한 "아킬레우스 역설"이 포함된다. 이 역설에서 제논은 아킬레우스와 같은 빠른 주자도 출발선에서 앞선 느린 거북이를 따라잡을 수 없다고 주장하는데, 이는 둘 사이의 거리가 무한히 세분화될 수 있어 아킬레우스가 거북이를 따라잡기 위해 무한한 수의 단계가 필요하다는 것을 의미한다.
이러한 역설들은 역사를 통틀어 특히 무한의 본질과 공간 및 시간의 연속성에 관한 광범위한 철학적, 수학적 논의를 불러일으켰다. 처음에는 실제 무한이 아닌 잠재적 무한을 제안하는 아리스토텔레스의 해석이 널리 받아들여졌다. 그러나 미적분학의 수학적 프레임워크를 활용한 현대적 해결책들은 다른 관점을 제시했으며, 무한성과 연속적 운동의 복잡성에 대한 제논의 중요한 초기 통찰을 강조했다. 제논의 역설은 현실, 운동, 무한에 대한 철학적, 수학적 탐구에서 중요한 기준점으로 남아 있으며, 고대 사상과 현대 과학적 이해 모두에 영향을 미쳤다.

## 역사
역설들의 기원은 다소 불분명하지만, 일반적으로 이들은 파르메니데스의 일원론 주의를 지지하기 위해 개발된 것으로 여겨진다. 일원론에 따르면 모든 현실은 하나이며, 모든 변화는 불가능하다는 것, 즉 어떤 것도 위치나 다른 측면에서 결코 변하지 않는다는 것이다. 디오게네스 라에르티오스는 파보리누스를 인용하며 제논의 스승인 파르메니데스가 아킬레우스와 거북이의 역설을 처음 소개했다고 말한다. 그러나 후반부 구절에서 라에르티오스는 역설의 기원을 제논에게 돌리며, 파보리누스가 이에 동의하지 않는다고 설명한다. 현대 학자들은 이 역설을 제논에게 귀속시킨다.
이러한 역설 중 많은 것들은 감각적 증거와 달리, 운동은 단지 환상에 불과하다고 주장한다. 플라톤의 《파르메니데스》(128a-d)에서 제논은 다른 철학자들이 파르메니데스의 견해를 고려할 때 역설이 발생한다고 주장했기 때문에 이러한 역설을 만드는 프로젝트를 맡은 것으로 묘사된다. 제논의 논증은 귀류법(reductio ad absurdum)이라고 불리는 증명 방식, 즉 모순에 의한 증명의 초기 예시일 수 있다. 그래서 플라톤은 제논이 역설의 목적이 "존재가 다수라는 그들의 가설이 적절히 따라가면 존재가 하나라는 가설보다 더 터무니없는 결과로 이어진다는 것을 보여주는 것"이라고 말한다고 기술한다. 플라톤은 소크라테스가 제논과 파르메니데스가 본질적으로 정확히 같은 요점을 주장하고 있다고 말한다고 서술한다. 이들은 또한 소크라테스가 사용한 변증법적 방법의 원천으로도 인정받는다.

## 역설
제논의 현존하는 아홉 가지 역설(아리스토텔레스의 《자연학》과 이에 대한 심플리키오스의 주석에 보존됨) 중 일부는 본질적으로 서로 동일하다. 아리스토텔레스는 이들 중 일부에 대한 대응을 제시했다. 대중 문학은 종종 제논의 논증을 잘못 표현한다. 예를 들어, 제논은 무한한 수의 항의 합이 그 자체로 무한해야 한다고 주장했다고 자주 언급되는데, 이로 인해 시간뿐만 아니라 이동해야 할 거리도 무한하게 된다는 결과를 낳는다. 그러나 원래의 고대 출처 중 어느 것도 제논이 무한 급수의 합에 대해 논의했다고 기록하지 않는다. 심플리키오스는 제논이 "유한한 시간 내에 무한한 수의 것들을 가로지르는 것은 불가능하다"고 말했다고 전한다. 이는 제논의 문제가 합을 찾는 것이 아니라, 오히려 무한한 수의 단계를 가진 작업을 완료하는 것에 있음을 보여준다. 무한한 수의 (즉각적이지 않은) 사건들이 B에 도달하기 전에 선행해야 할 필요가 있고, "마지막 사건"의 시작조차 도달할 수 없다면, 어떻게 A에서 B로 갈 수 있는가?

### 운동의 역설
가장 강력하고 유명한 세 가지 역설(아킬레우스와 거북이의 역설, 이분법 논증, 그리고 날아가는 화살의 역설)은 아래에 자세히 설명되어 있다.

#### 이분법 역설
이동 중인 것은 목표에 도달하기 전에 중간 지점에 도달해야 한다.— 아리스토텔레스가 전한 바, 《자연학》 VI:9, 239b10

아탈란테가 길의 끝까지 걸어가고자 한다고 가정해보자. 그곳에 도달하기 전에, 그는 중간 지점에 도달해야 한다. 중간 지점에 도달하기 전에, 그는 1/4 지점에 도달해야 한다. 1/4 지점을 이동하기 전에, 그는 1/8을 이동해야 한다; 1/8 전에는 1/16을; 그리고 이런 식으로 계속된다.
이 결과로 나타나는 수열은 다음과 같이 표현될 수 있다.
{\displaystyle \left\{\cdots ,{\frac {1}{16}},{\frac {1}{8}},{\frac {1}{4}},{\frac {1}{2}},1\right\}}

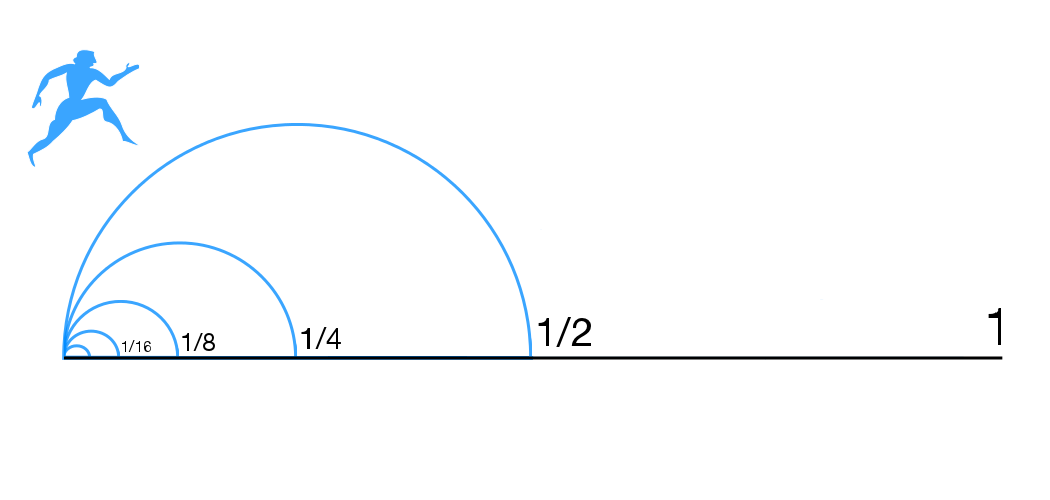
이분법

이 설명은 무한한 수의 작업을 완료해야 함을 요구하는데, 제논은 이것이 불가능하다고 주장한다.
이 수열은 또한 달릴 첫 번째 거리가 없다는 두 번째 문제를 제시한다. 왜냐하면 가능한 (유한한) 첫 번째 거리는 반으로 나눌 수 있으므로, 결국 첫 번째가 아닐 것이기 때문이다. 따라서, 여행은 시작조차 할 수 없다. 그렇다면 역설적인 결론은 유한한 거리를 이동하는 것은 완료될 수도, 시작될 수도 없으며, 모든 운동은 환상일 수밖에 없다는 것이다.
이 논증은 거리를 반복적으로 두 부분으로 나누기 때문에 "이분법"이라고 불린다. 원래 의미의 예는 점근선에서 찾을 수 있다. 이는 또한 경주로 역설로도 알려져 있다.

#### 아킬레우스와 거북이

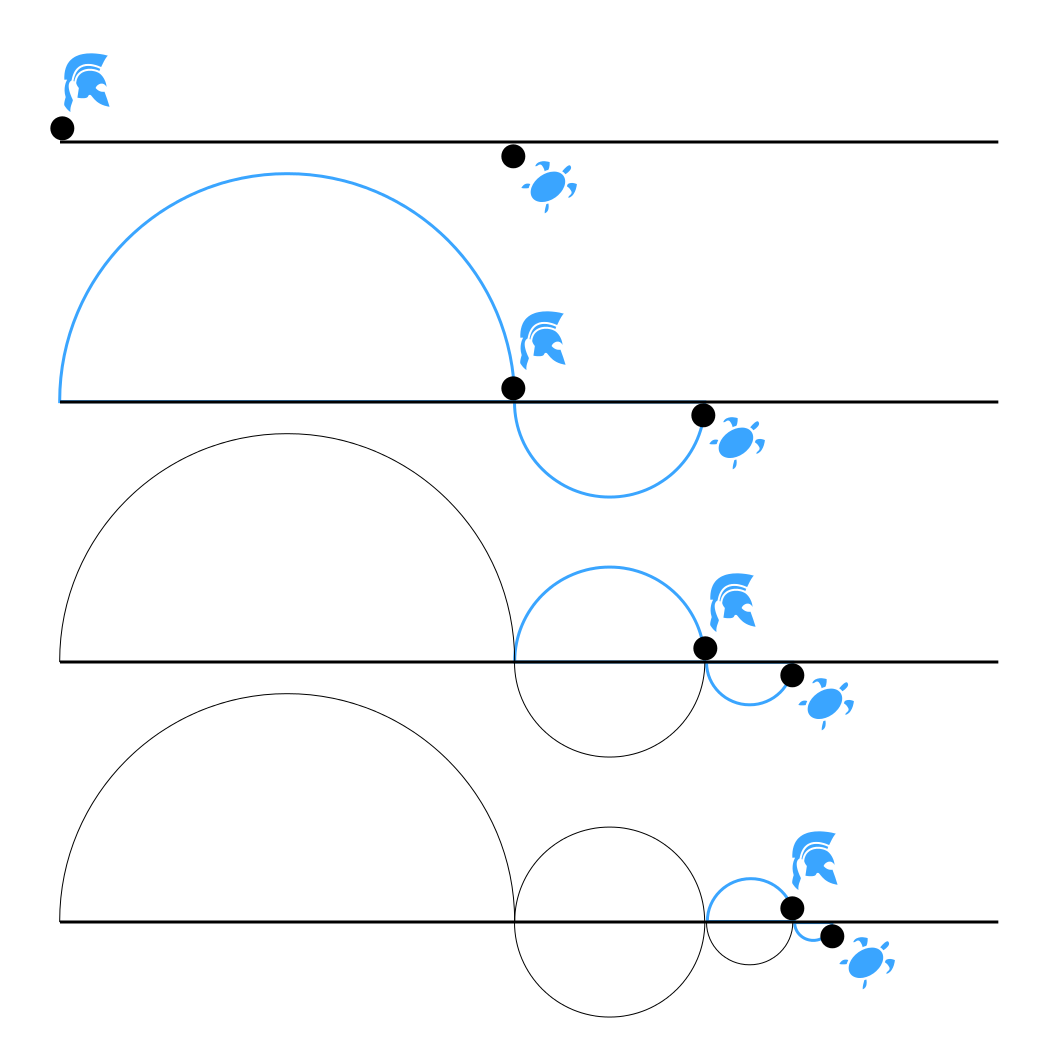
아킬레우스와 거북이

경주에서 가장 빠른 주자는 가장 느린 주자를 결코 따라잡을 수 없다. 왜냐하면 추격자는 먼저 피추격자가 출발한 지점에 도달해야 하므로, 느린 쪽이 항상 앞서 있을 수밖에 없다.— 아리스토텔레스가 전한 바, 《자연학》 VI:9, 239b15

아킬레우스와 거북이의 역설에서, 아킬레우스는 거북이와 달리기 경주를 한다. 아킬레우스는 거북이에게 예를 들어 100미터의 출발 우위를 준다. 각 주자가 어떤 일정한 속도로 달리기 시작하며, 한 명이 다른 한 명보다 빠르다고 가정하자. 유한한 시간이 지나면, 아킬레우스는 100미터를 달려 거북이의 출발점에 도달할 것이다. 이 시간 동안, 거북이는 훨씬 짧은 거리, 예를 들어 2미터를 달렸을 것이다. 그러면 아킬레우스가 그 거리를 달리는 데 더 많은 시간이 걸릴 것이며, 그 시간 동안 거북이는 더 앞으로 나아갔을 것이다; 그리고 거북이가 앞으로 움직이는 동안, 이 세 번째 지점에 도달하기 위해 더 많은 시간이 필요하다. 따라서, 아킬레우스가 거북이가 있었던 어딘가에 도착할 때마다, 그는 거북이에 도달하기 위해 여전히 갈 거리가 남아 있다. 아리스토텔레스가 지적했듯이, 이 논증은 이분법과 유사하다. 그러나 이 역설에는 움직임이 없다는 명백한 결론이 없다.

#### 화살의 역설
만약 모든 것이 동일한 공간을 점유할 때 그 시간의 순간에 정지해 있고, 움직임 중인 것이 항상 어느 순간에든 그러한 공간을 점유하고 있다면, 날아가는 화살은 그 시간의 순간과 다음 시간의 순간에 움직이지 않는다. 그러나 두 시간의 순간이 동일한 순간 또는 연속적인 시간의 순간으로 간주된다면 그것은 운동 중이다.— 아리스토텔레스가 전한 바, 《물리학》 VI:9, 239b5

화살의 역설에서 제논은 운동이 발생하기 위해서는 물체가 점유하고 있는 위치를 변경해야 한다고 말한다. 그는 날아가는 화살의 예를 든다. 그는 (지속시간이 없는) 시간의 한 순간에, 화살은 그것이 있는 곳으로 움직이지도 않고, 그것이 없는 곳으로 움직이지도 않는다고 주장한다. 그것은 그곳으로 이동할 시간이 경과하지 않기 때문에 그것이 없는 곳으로 이동할 수 없다; 그것은 이미 그곳에 있기 때문에 그것이 있는 곳으로 이동할 수 없다. 다시 말해, 시간의 모든 순간에 운동은 발생하지 않는다. 모든 것이 모든 순간에 움직이지 않고, 시간이 전적으로 순간들로 구성되어 있다면, 운동은 불가능하다.

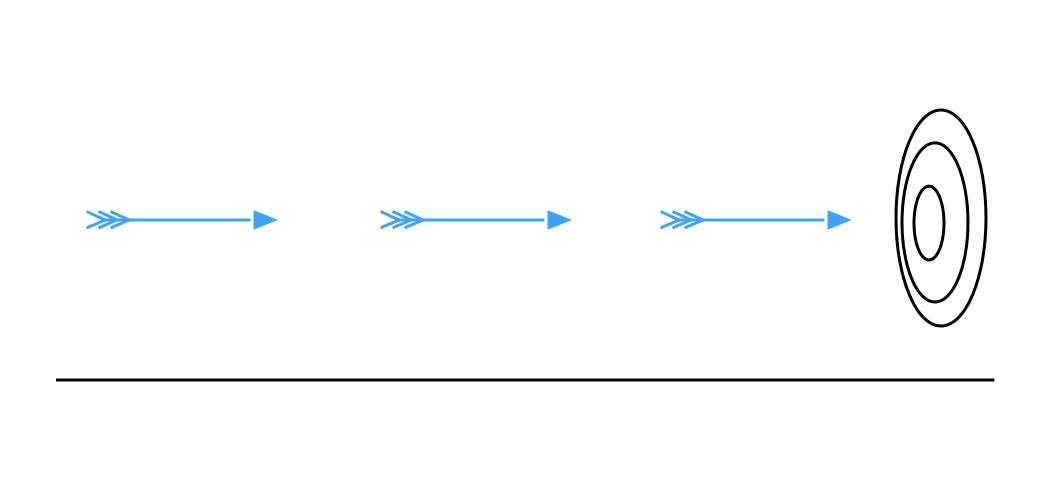
화살

앞의 두 역설이 공간을 분할하는 반면, 이 역설은 시간을 분할하는 것으로 시작한다—그것도 구간이 아닌 점으로 분할한다.

### 다른 역설
아리스토텔레스는 세 가지 다른 역설을 제시한다.

#### 장소의 역설
아리스토텔레스로부터:
존재하는 모든 것이 장소를 가진다면, 장소 역시 장소를 가질 것이고, 이는 무한히 계속될 것이다.
기장 낟알의 역설

《라우틀리지 철학 사전》에서의 역설 설명:
이 논증은 하나의 기장 낟알이 떨어질 때는 소리를 내지 않지만, 천 개의 낟알은 소리를 낸다는 것이다. 따라서 천 개의 무(無)가 유(有)가 되는데, 이는 터무니없는 결론이다.
아리스토텔레스의 응답:
제논이 기장의 어떤 부분도 소리를 내지 않는다고 주장할 때 그의 추론은 잘못되었다: 왜냐하면 한 말(斗)의 기장이 떨어질 때 움직이는 공기를 그런 부분이 어떤 길이의 시간 동안에도 움직이지 못할 이유가 없기 때문이다. 사실 그것은 이 부분이 그 자체로 있을 때 움직일 수 있는 만큼의 공기조차도 스스로 움직이지 않는다: 어떤 부분도 잠재적으로 외에는 존재하지 않기 때문이다.
닉 허겟의 설명:
이것은 사람이 자신의 청각을 신뢰할 수 없다는 파르메니데스적 논증이다. 아리스토텔레스의 응답은 심지어 들리지 않는 소리도 들리는 소리에 더해질 수 있다는 것으로 보인다.

#### 움직이는 열(또는 경기장)

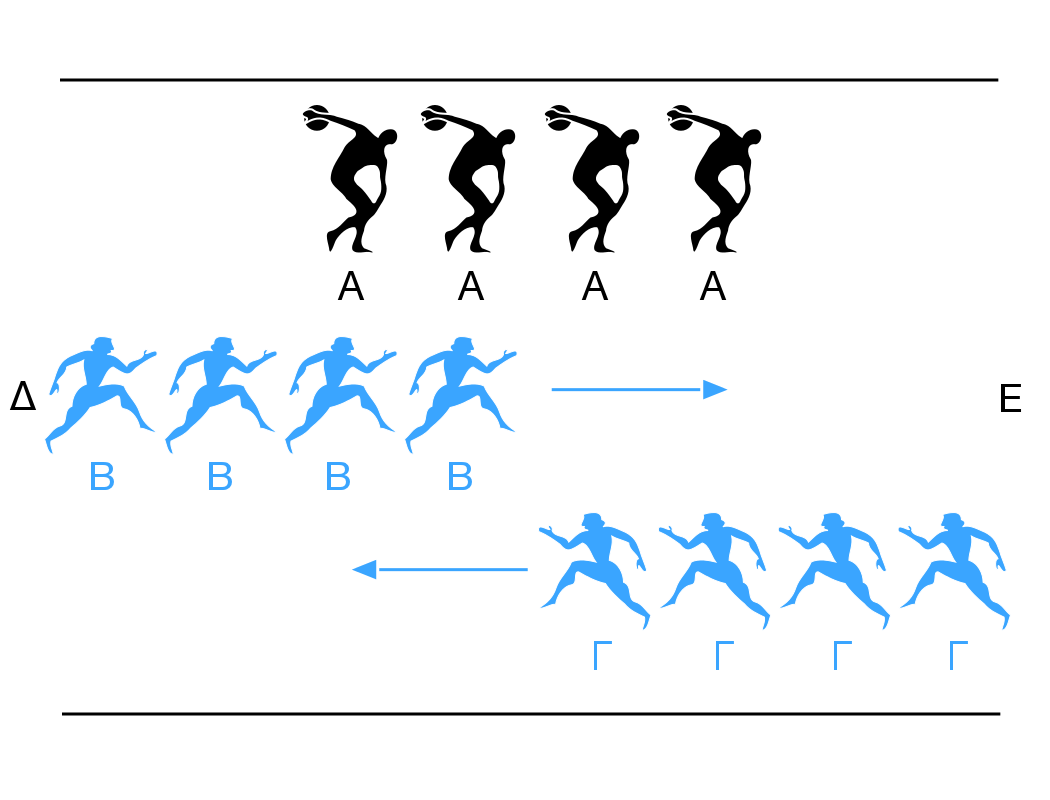
움직이는 열

아리스토텔레스로부터:
... 두 줄의 물체에 관한 것으로, 각 줄은 동일한 크기의 동일한 수의 물체로 구성되어 있고, 반대 방향으로 동일한 속도로 진행하면서 경주로에서 서로를 지나가는데, 한 줄은 원래 목표와 코스의 중간 지점 사이의 공간을 차지하고 다른 줄은 중간 지점과 출발점 사이를 차지한다. 이것은... 주어진 시간의 절반이 그 시간의 두 배와 같다는 결론을 수반한다.
아리스토텔레스가 제시한 제논의 논증에 대한 확장된 설명은 심플리키오스의 주석 《아리스토텔레스의 물리학에 관하여》에 나와 있다.
셰필드 대학의 앤지 홉스에 따르면, 이 역설은 아킬레우스와 거북이의 역설과 함께 고려되어야 한다고 한다. 다른 역설이 무한히 분할 가능한 공간과 시간의 개념을 문제시하는 반면, 이 역설은 이산적 공간과 시간의 개념을 문제시한다.

## 제안된 해결책

### 고전 고대
심플리키오스에 따르면, 키니코스 학파의 디오게네스는 제논의 논증을 듣고 아무 말도 하지 않고 일어나 걸었는데, 이는 제논의 결론이 거짓임을 증명하기 위함이었다. 그러나 역설을 완전히 해결하기 위해서는 결론뿐만 아니라 논증에 무엇이 잘못되었는지 보여줄 필요가 있다. 역사를 통틀어 여러 해결책이 제안되었는데, 가장 초기에 기록된 것 중에는 아리스토텔레스와 아르키메데스의 해결책이 있다.
아리스토텔레스(기원전 384년~기원전 322년)는 거리가 감소함에 따라 그 거리를 커버하는 데 필요한 시간도 감소하므로, 필요한 시간 또한 점점 더 작아진다고 언급했다. 아리스토텔레스는 또한 "분할 가능성 측면에서 무한한 것들"(공간적으로는 같은 상태를 유지하면서 정신적으로 계속해서 더 작은 단위로 나눌 수 있는 공간 단위와 같은)과 연장에서 무한한 것들("그 극단과 관련하여")을 구별했다. 화살 역설에 대한 아리스토텔레스의 반론은 "시간은 다른 어떤 크기도 불가분의 것들로 구성되지 않는 것처럼 불가분의 지금으로 구성되지 않는다"는 것이었다. 토마스 아퀴나스는 아리스토텔레스의 반론에 대해 논평하며 "순간은 시간의 부분이 아니다. 왜냐하면 시간은 우리가 이미 증명했듯이 크기가 점들로 이루어지지 않는 것처럼 순간들로 이루어지지 않기 때문이다. 따라서 어떤 것이 그 시간의 어떤 순간에도 운동하지 않는다고 해서, 주어진 시간에 운동하지 않는다는 결론이 따르지 않는다"라고 썼다.

### 현대 수학
칼 보이어와 같은 일부 수학자들과 역사학자들은 제논의 역설이 단순히 수학적 문제이며, 이에 대해 현대 미적분학이 수학적 해결책을 제공한다고 본다. 무한 과정은 19세기 후반까지 수학에서 이론적으로 문제가 되었다. 극한의 엡실론-델타 정의를 통해, 바이어슈트라스와 코시는 관련된 논리와 미적분학의 엄밀한 공식화를 개발했다. 이 작업들은 무한 과정과 관련된 수학을 해결했다.
그러나 일부 철학자들은 제논의 역설과 그 변형(톰슨의 램프 참조)이 여전히 관련 있는 형이상학적 문제로 남아 있다고 말한다. 수학이 움직이는 아킬레우스가 언제 어디서 제논의 역설의 거북이를 추월할지 계산할 수 있지만, 케빈 브라운과 프랜시스 무어크로프트와 같은 철학자들은 수학이 제논의 논증에서 중심점을 다루지 않으며, 수학적 문제를 해결하는 것이 역설이 제기하는 모든 문제를 해결하는 것은 아니라고 주장한다. 브라운은 "아리스토텔레스 이후로 '최종 해결'의 역사를 고려하면, 우리가 끝에 도달했다고 생각하는 것은 아마도 무모할 것이다. 제논의 운동에 관한 논증은 그 단순함과 보편성 때문에 항상 일종의 '로르샤흐 이미지'로 기능하여 사람들이 자신들의 가장 근본적인 현상학적 관심(만약 있다면)을 투영할 수 있을 것이다"라고 결론 짓는다.

#### 앙리 베르그손
1896년 저서 《물질과 기억》에서 앙리 베르그손이 제안한 대안적 결론은, 경로는 분할 가능하지만 운동은 그렇지 않다는 것이다.

#### 피터 린즈
2003년, 피터 린즈는 제논의 모든 운동 역설이 시간의 순간과 순간적 크기가 물리적으로 존재하지 않는다는 결론으로 해결된다고 주장했다. 린즈는 상대적 운동 중인 물체는 순간적이거나 결정된 상대적 위치를 가질 수 없으며(만약 그렇다면, 운동할 수 없을 것이므로), 그렇기 때문에 역설이 가정하는 것처럼 그 운동을 부분적으로 해부할 수 없다고 주장한다. 닉 허겟은 제논이 정지 상태에서와 같은 공간을 차지하는 물체는 정지해 있어야 한다고 말할 때 결론을 가정하고 있다고 주장한다.

#### 버트런드 러셀
게오르크 칸토어의 연구를 기반으로, 버트런드 러셀은 역설에 대한 해결책, 즉 "위치-위치 운동 이론"을 제시했다. 이 이론은 지속시간이 없는 순간 "동안" 운동이 있을 수 없다는 데 동의하며, 운동에 필요한 것은 화살이 한 시간에 한 지점에 있고, 다른 시간에 다른 지점에 있으며, 그 두 지점 사이의 중간 시간에는 적절한 지점에 있는 것뿐이라고 주장한다. 이 관점에서 운동은 단지 시간에 따른 위치의 변화일 뿐이다.

#### 헤르만 바일
또 다른 제안된 해결책은 제논이 그의 역설(특히 이분법)에서 사용한 가정 중 하나, 즉 공간(또는 시간)의 두 다른 점 사이에는 항상 다른 점이 있다는 가정에 의문을 제기하는 것이다. 이 가정이 없다면 두 점 사이의 거리는 유한한 수만 있으므로, 무한한 일련의 움직임은 없고, 역설은 해결된다. 헤르만 바일에 따르면, 공간이 유한하고 이산적인 단위로 이루어져 있다는 가정은 "타일 논증" 또는 "거리 함수 문제"라는 추가적인 문제를 가진다. 이에 따르면, 이산화된 공간에서 직각 삼각형의 빗변의 길이는 항상 두 변 중 하나의 길이와 같아서 기하학과 모순된다. 장 폴 반 벤데겜은 타일 논증이 해결될 수 있으며, 따라서 이산화가 역설을 제거할 수 있다고 주장했다.

### 응용

#### 양자 제논 효과
1977년, 물리학자 E. C. 조지 수다르샨과 B. 미스라는 양자 시스템의 동역학적 진화(운동)가 시스템을 관찰함으로써 방해(또는 심지어 억제)될 수 있다는 것을 발견했다. 이 효과는 보통 "양자 제논 효과"라고 불리는데, 이는 제논의 화살 역설을 강하게 연상시키기 때문이다. 이 효과는 1958년에 처음으로 이론화되었다.

#### 제논 행동
시간 및 하이브리드 시스템의 검증 및 설계 분야에서, 유한한 시간 내에 무한한 수의 이산적 단계를 포함하는 시스템 행동을 제논 행동이라고 부른다. 일부 형식 검증 기술은 이러한 행동이 비제논 행동과 동등하지 않을 경우 분석에서 제외한다. 시스템 설계에서도 이러한 행동은 디지털 컨트롤러로 구현할 수 없기 때문에 종종 시스템 모델에서 제외된다.

## 유사한 역설들

### 명가(名家)

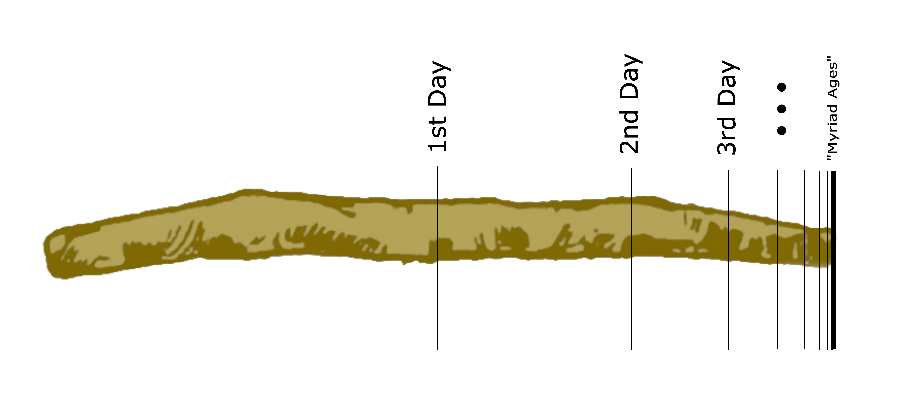
혜시의 막대기 역설 도표

대략 같은 시기인 전국 시대(기원전 475~221년) 동안, 논리와 변증법에 유사하게 관심을 가진 학파인 명가(名家)의 고대 중국 철학자들은 제논의 것과 유사한 역설을 발전시켰다. 명가의 저작들은 《공손룡자》(公孫龍子)의 일부를 제외하고는 대부분 소실되었다. 혜시의 십론(十論) 중 두 번째는 무한소에 대한 지식을 암시한다: 두께가 없는 것은 쌓일 수 없다; 그러나 그것은 천 리의 크기이다. 《장자》에 기록된 그의 많은 수수께끼 중 하나는 제논의 이분법과 매우 유사하다:
한 자 길이의 막대기에서 매일 그 절반을 취한다면, 만 세가 지나도 그것은 소진되지 않을 것이다.— 《장자》, 33장

《묵자》는 이 역설에 대한 해결책을 제시하는 것으로 보이는데, 그것은 측정된 길이를 가로질러 이동할 때 거리가 길이의 연속적인 분수로 덮이는 것이 아니라 한 단계로 덮인다고 주장함으로써이다. 명가의 저작이 생존하지 못한 탓에, 나열된 다른 대부분의 역설들은 해석하기 어렵다.

### 루이스 캐럴의 "거북이가 아킬레우스에게 한 말"
1895년 루이스 캐럴이 쓴 "거북이가 아킬레우스에게 한 말"은 순수 논리 영역에서의 역설적인 무한 퇴행 논증을 설명한다. 이는 제논의 아킬레우스 역설을 분명히 참조하여 아킬레우스와 거북이를 등장인물로 사용한다.

## 같이 보기
- 무한 후퇴
- 시간과 공간의 철학
- 재규격화
- 플라톤